# John Kani
Bonisile John Kani (New Brighton, 30 agosto 1943) è un attore, direttore artistico e sceneggiatore sudafricano.

## Biografia
Kani nacque a New Brighton, Eastern Cape, South Africa. Suo figlio, Atandwa, è anch'egli un attore e fece il suo debutto alla televisione americana nella serie della CW Television Network, Life Is Wild.
Nel 1985, dopo essere apparso nel dramma anti-apartheid di Athol Fugard, "Sizwe Banzi è Morto", di cui è anche coautore, Kani è tornato in Sudafrica. Lì ricevette una telefonata che diceva che suo padre voleva vederlo. Sulla strada lì, Kani dice di essere stato circondato dalla polizia, che lo ha picchiato e lasciato per morto. Ha perso l'occhio sinistro nell'incidente e ora indossa una protesi.

## Carriera
Kani si unì ai Serpent Players (un gruppo di attori la cui prima rappresentazione era stata nell'antica pozza del serpente dello zoo, da cui il nome) a Port Elizabeth nel 1965 e contribuì a creare molti lavori teatrali che non sono stati pubblicati, ma furono eseguiti con una accoglienza strepitosa.
Questi sono stati seguiti dal più famoso Sizwe Banzi is Dead e The Island, co-scritto con Athol Fugard e Winston Ntshona, nei primi anni 1970. Ha ricevuto anche una candidatura all'Olivier Award per il suo ruolo nei My Children! My Africa!
Il lavoro di Kani è stato ampiamente svolto in tutto il mondo, tra cui New York, dove lui e Winston Ntshona hanno vinto un Tony Award nel 1975 per Sizwe Banzi is Dead e The Island. Questi due spettacoli sono stati presentati in repertorio al Teatro Edison per un totale di 52 spettacoli.
Nel 1987 Kani ha recitato in Otello in un'esibizione della tragedia di Shakespeare in Sudafrica, che era ancora sotto l'apartheid. "Almeno sarò in grado di baciare Desdemona senza lasciare una macchia", disse allora.
Nothing but the Truth (2002) è stato il suo unico debutto come drammaturgo e fu eseguito per la prima volta nel Market Theatre di Johannesburg. Questo dramma si svolge nel Sudafrica post-apartheid e non riguarda i conflitti tra bianchi e neri, ma la frattura tra i neri che erano rimasti in Sudafrica per combattere l'apartheid e coloro che se n'erano andati solo per tornare quando il regime odiato se ne fosse andato. Ha vinto il Fleur du Cap Awards del 2003 per il miglior attore e il miglior dramma sudafricano. Nello stesso anno gli fu inoltre assegnato un premio Obie speciale per il suo straordinario contributo al teatro negli Stati Uniti.
Kani è fiduciario esecutivo della John Kani Theatre Foundation, fondatore e direttore del John Kani Theater Laboratory e presidente del National Arts Council of SA. Ha anche recitato nel successone della Americas Marvel studios Capitan America: Civil War.

## Altri riconoscimenti e premi
Il 20 febbraio 2010 Kani ha ricevuto il premio Life Time (Premi SAFTA). Kani ha inoltre ricevuto il Premio Avanti Hall of Fame dalle industrie del Film Sudafricano, televisione e pubblicità, un premio M-Net Plum e un premio Clio a New York. Tra gli altri premi ci sono il premio Hiroshima Peace Culture Foundation per l'anno 2000 e il Premio Olive Schreiner per il 2005. È stato votato al 51 posto nei Top 100 Grandi Sudafricani nel 2004. Nel 2006 ha ricevuto un dottorato onorario dall'Università di Città del Capo. L'Università Metropolitana di Nelson Mandela gli ha assegnato un Doctor of Philosophy onorario nel 2013.
Nel 2016 Kani ricevette l'onorificenza nazionale dell'Ordine della Ikhamanga in Argento (OIS), per i suoi "Eccellenti contributi al teatro e, tramite questo, la lotta per un Sudafrica non razziale, non sessista e democratico".
Il teatro principale del complesso Market Theatre di Newtown, Johannesburg, è stato ribattezzato The John Kani Theatre in suo onore.

## Commedie
- Sizwe Banzi is Dead (1972) (coautore con Athol Fugard e Winston Ntshon)
- The Island (1973) (coautore con Athol Fugard e Winston Ntshona)
- Statements After an Arrest Under the Immorality Act (coautore con Athol Fugard e Winston Ntshona)
- My Children My Africa! (attore)
- Nothing But the Truth (2002) (unico dramma)
- The Tempest (2008) (attore nel ruolo di Caliban, al Baxter Theatre, Città del Capo; Courtyard Theatre, Stratford-upon-Avon; and tour of Richmond, Leeds, Bath, Nottingham, Sheffield)

## Filmografia

### Cinema
- I 4 dell'Oca selvaggia, regia di Andrew V. McLaglen (1978)
- Marigolds in August, regia di Ross Devenish (1980)
- Killing Heat, regia di Michael Raeburn (1981)
- "Master Harold"...and the Boys, regia di Michael Lindsay-Hogg (1985) (TV)
- Saturday Night at the Palace, Robert Davies (1987)
- An African Dream, regia di John Smallcombe (1987)
- Options, regia di Camilo Vila (1989)
- Un'arida stagione bianca, regia di Euzhan Palcy (1989)
- The Native Who Caused All the Trouble, regia di Manie van Rensburg (1989)
- Sarafina! Il profumo della libertà, regia di Darrell Roodt (1992)
- In Darkest Hollywood: Cinema and Apartheid, regia di Peter Davis, Daniel Riesenfeld (1993) (Saggistica)
- Soweto Green, regia di David Lister (1995)
- Spiriti nelle tenebre, regia di Stephen Hopkins (1996)
- Kini and Adams, regia di Idrissa Ouédraogo (1997)
- The Tichborne Claimant, regia di David Yates (1998)
- Final Solution, regia di Cristobal Krusen (2001)
- Endgame, regia di Pete Travis (2009)
- White Lion, regia di Michael Swan (2010)
- Coriolanus, regia di Ralph Fiennes (2011)
- The Suit, regia di Jarryd Coetsee (2016) - Cortometraggio - Mr. Maphikela
- Captain America: Civil War, regia di Anthony e Joe Russo (2016) - T'Chaka
- Black Panther, regia di Ryan Coogler (2018) - T'Chaka
- Il re leone (The Lion King), regia di Jon Favreau (2019) - Rafiki
- Murder Mystery, regia di Kyle Newacheck (2019)
- Murder Mystery 2, regia di Jeremy Garelick (2023)
- Mufasa - Il re leone, (Mufasa: The Lion King), regia di Barry Jenkins  (2024) - Rafiki

### Televisione
- Othello, regia di Ted Lange (1989) (TV)
- Kap der Rache (1997), regia di Axel de Roche, TV, Germania (1997)
- Hillside (2005–2008) (serie TV)
- Silent Witness (Finding Rachel), regia di Tim Fywell (2008) (serie TV)
- What If...? - serie animata (2021) - T'Chaka

## Dramma
- Nothing But the Truth (2002)

## Doppiatori italiani
Nelle versioni in italiano delle opere in cui ha recitato, John Kani è stato doppiato da:
- Emilio Cappuccio in Captain America: Civil War, Black Panther
- Eugenio Marinelli in Murder Mystery, Murder Mystery 2
- Michele Gammino ne I 4 dell'Oca selvaggia
- Kalongo Tsh Imanga in Spiriti nelle tenebre
- Paolo Marchese in Coriolanus

Da doppiatore è sostituito da:
- Toni Garrani ne Il re leone, Mufasa - Il re leone
- Ambrogio Colombo in What If...?